# Live Here Now
Live Here Now (stylizowane jako LiveHereNow) – brytyjska niezależna wytwórnia płytowa, założona w 2004 roku w Londynie, specjalizująca się w rejestracji koncertów i wydawaniu ich w formie zestawów płyt CD-R lub cyfrowej niemal bezpośrednio po koncercie.

## Historia
Wytwórnia płytowa Live Here Now została założona w 2004 roku jako filia Mute Records, która zajmuje się profesjonalną rejestracją koncertów na żywo i produkcją na żądanie (on-demand) zestawów płyt CD-R pięć minut po zakończeniu koncertu.
W 2009 roku EMI rozpoczęła nowy etap w dziedzinie chodzi nagrań koncertów natychmiastowych, wykorzystując swoją markę Abbey Road Live. Nowe przedsięwzięcie pomyślano jako rozwinięci platformy Live Here Now, powiązanej już z wytwórnią EMI Mute. Na początku działalności Abbey Road Live zrealizowano pilotażowe nagrania na żywo Blur, Deadmau5 i City of Birmingham Symphony Orchestra.
Od 2015 roku wytwórnia jest całkowicie niezależna. Współpracuje ze wszystkimi największymi wytwórniami, a także bezpośrednio z artystami. Jej zespół zarejestrował już prawie tysiąc koncertów na całym świecie (2022).

## Wydawnictwa

### Depeche Moode
Największym przedsięwzięciem wydawniczym Live Here Now były rejestracje tras koncertowych Depeche Mode:
- Touring the Angel, wydana jako Recording the Angel (2006, 43 zestawy płyt)[4]
- Tour of the Universe, wydana jako Recording the Universe (2009, 49 zestawów)[5]

### Pozostałe (wybór)
Lista według Discogs:
- Erasure – The Erasure Show Tour 2005 (2005, 19 zestawów)
- Pixies - Doolittle 2009 (2009, 8 zestawów)
- Bananarama – Live At The London Eventim Hammersmith Apollo (2018, 7 zestawów)
- Steps – Party On The Dancefloor – Live From The London SSE Arena Wembley (2018, 6 zestawów)
- Franz Ferdinand – Live Tonight (2009, 5 zestawów)